# Maculonaclia grjebinei
Maculonaclia grjebinei är en fjärilsart som beskrevs av Griveaud 1964. Maculonaclia grjebinei ingår i släktet Maculonaclia och familjen björnspinnare. Inga underarter finns listade i Catalogue of Life.